# Goin' Off
Goin' Off è l'album d'esordio del rapper statunitense Biz Markie. Pubblicato il primo marzo del 1988, è distribuito dalla Cold Chillin' e dalla Warner Bros. Records.
John Bush per Allmusic gli assegna 4.5/5 stelle, scrivendo che l'album d'esordio di Biz Markie è «una delle più inesorabilmente divertenti serie di produzioni e performance di chiunque altro durante l'età dell'oro dell'hip hop.»
| Recensione       | Giudizio |
| ---------------- | -------- |
| AllMusic         | [ 1 ]    |
| Robert Christgau | B        |
| Rolling Stone    | [ 3 ]    |
| Rapreviews.com   | 8/10     |

## Tracce
1. Pickin' Boogers – 4:42
2. Albee Square Hall – 4:43
3. Biz is Goin' Off – 4:50
4. Return of the Biz Dance – 3:59
5. Vapors – 4:33
6. Make the Music with Your Mouth, Biz – 4:56
7. Biz Dance (Part One) – 3:38
8. Nobody Beats the Biz – 5:42
9. This is Something for the Radio – 5:14
10. Cool V's Tribute to Scratching – 3:07

Durata totale: 45:24

## Classifiche

### Classifiche settimanali
| Classifica (1988)         | Posizione massima |
| ------------------------- | ----------------- |
| Stati Uniti               | 90                |
| US Top R&B/Hip-Hop Albums | 19                |

### Classifiche di fine anno
| Classifica (1988)         | Posizione massima |
| ------------------------- | ----------------- |
| US Top R&B/Hip-Hop Albums | 52                |